# Lauren Mitchell
Lauren Mitchell (Perth, 23 de Julho de 1991) é uma ginasta australiana que compete em provas da ginástica artística. 
Lauren fez parte da equipe nacional que disputou os Jogos Olímpicos de Pequim em 2008, na China. Mitchell é a campeã nacional de 2009, além da maior medalhista da competição. É também a detentora de duas medalhas de prata mundiais, conquistadas na edição londrina do evento.

## Carreira
Lauren Mitchell começou na ginástica em 1999 e disputou seu primeiro evento internacional em 2006.
Em setembro de 2007 disputou o Campeonato Mundial realizado em Stuttgart, Alemanha, ajudando a seleção australiana a atingir um total de 230,850 pontos e terminar com a 11ª posição na competição por equipes. Com esse resultado, a seleção qualificou-se para disputar os Jogos Olímpicos de 2008. Durante a competição mundial, a atleta de dezesseis anos, competiu no individual geral e atingiu um total de 56,100 pontos, terminando assim na 37ª posição. Além, passou à final na trave, para a qual qualificou-se na 11ª posição, beneficiada pela regra que permite apenas duas ginastas por país nas finais de cada aparelho. No decorrer da disputa, chegou à nota 15,425, inferior a da fase qualificatória (15,450), mas suficiente para deixá-la na quinta posição, à frente da campeã  e da terceira colocada do individual geral, a estadunidense Shawn Johnson e a brasileira Jade Barbosa, respectivamente, que acabaram sofrendo quedas em suas apresentações.
No mês seguinte, Lauren disputou a etapa da Copa do Mundo, também em Stuttgart, na qual foi a três finais: nas barras assimétricas terminou na quarta posição, com a nota 13,900; no solo foi a terceira colocada, com o score de 14,150 e a medalha de bronze. Seu melhor resultado na competição veio na trave, cuja conquista foi a medalha de prata, ao totalizar 15,200, atrás somente da chinesa Zhuoru Zhou.
Em 2008, disputou a etapa da Copa do Mundo em Moscou, na Rússia, na qual chegou as finais da trave e das paralelas assimétricas. Em ambas terminou na quinta posição.
No mês de agosto, disputou os Jogos Olímpicos em Pequim, China. Na fase classificatória obteve as notas 14,725 no salto, 14,100 na trave e 14,650 no solo, resultados que a mantiveram fora das finais individuais. Todavia, na final coletiva, ajudou a equipe australiana a terminar a competição na sexta posição., resultado inédito até então. No final de 2008, participou da Final da Copa do Mundo de Madrid, na Espanha, na qual conquistou a medalha de ouro na trave, superando a chinesa Li Shanshan.
Em 2009, após recuperar-se de uma cirurgia, Lauren participou do Campeonato Nacional Australiano, no qual, representando a Austrália Ocidental, superou sua compatriota olímpica Shona Morgan e terminou com a medalha de ouro no individual geral. Continuando o bom desempenho nos demais aparelhos nos eventos finais, conquistou mais três medalhas de ouro: barras, trave e solo, tornando-se a maior medalhista do evento. Na sequência do ano, no evento internacional, a Copa do Japão, Mitchell não conquistou medalhas, apenas a quarta colocação por equipes, e quinta no geral. Em meados de outubro, participou do Mundial de Londres, na Inglaterra. Nele, disputou três finais: a primeira delas foi o individual geral, na qual não atingiu notas suficientes para subir ao pódio; nas por aparelhos, conquistou a prata na trave, em disputa vencida pela chinesa Deng Linlin e o vice-campeonato no solo, ao ser superada pela britânica Beth Tweddle.

## Principais resultados

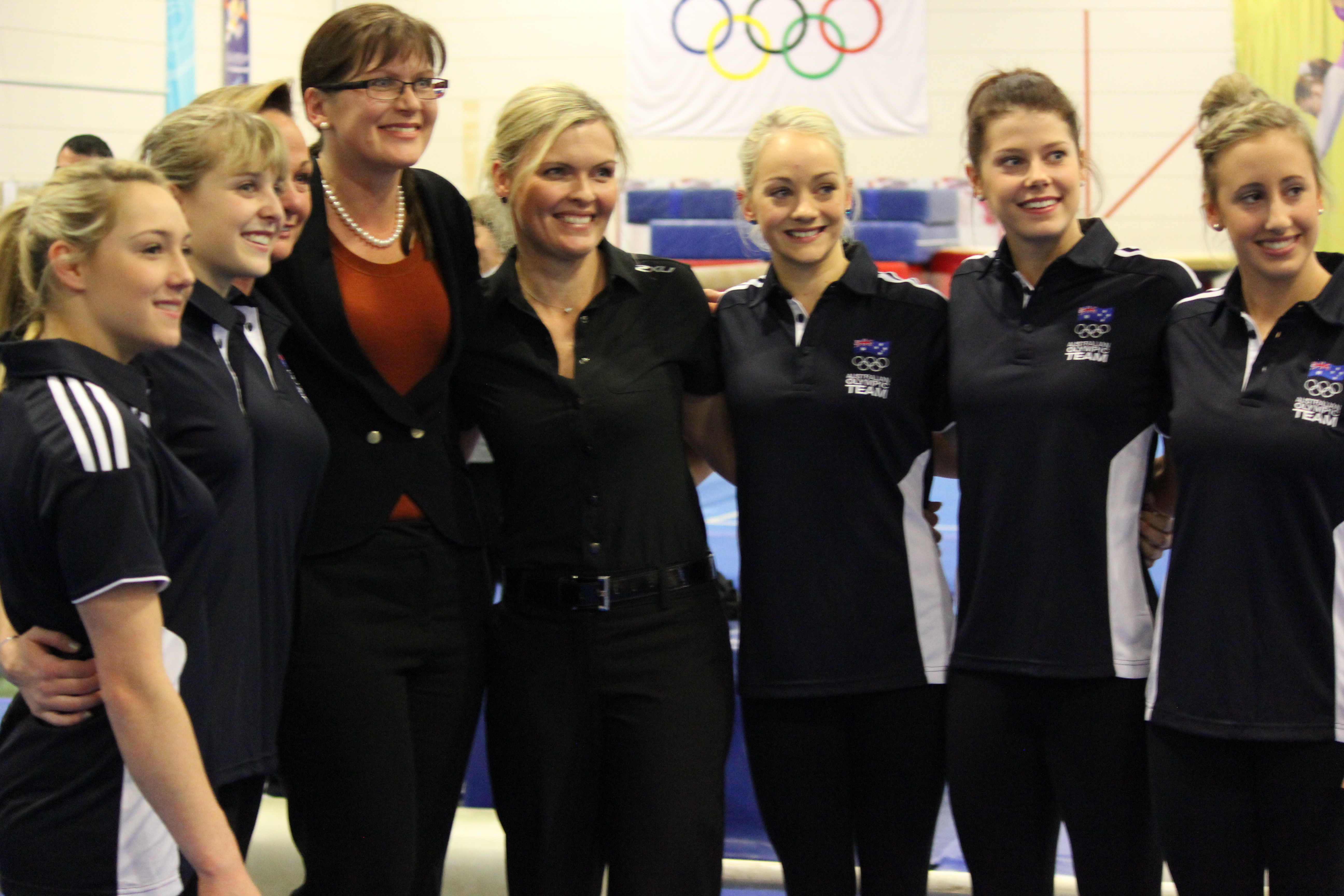
Lauren Mitchell (segunda da direita), com Kate Lundy e companheiros da equipe olímpica australiana

| Ano  | Evento                                    | AA              | Equipe          | Salto sobre o cavalo | Trave            | Barras assimétricas | Solo              |
| ---- | ----------------------------------------- | --------------- | --------------- | -------------------- | ---------------- | ------------------- | ----------------- |
| 2007 | Campeonato Nacional Australiano           |                 |                 |                      | Medalha de ouro  |                     |                   |
| 2007 | Campeonato Mundial de Ginástica Artística | 37º             | 11º             |                      | 5º               |                     | 28º               |
| 2007 | Copa do Mundo - Stuttgart                 |                 |                 |                      | Medalha de prata |                     | Medalha de bronze |
| 2008 | Jogos Olímpicos                           | 68º             | 6º              |                      |                  |                     |                   |
| 2008 | Copa do Mundo - Stuttgart                 |                 |                 |                      | Medalha de prata |                     | Medalha de prata  |
| 2008 | Copa do Mundo - Madrid                    |                 |                 |                      | Medalha de ouro  |                     |                   |
| 2009 | Campeonato Nacional Australiano           | Medalha de ouro |                 |                      | Medalha de ouro  | Medalha de ouro     | Medalha de ouro   |
| 2009 | Campeonato Mundial de Ginástica Artística |                 |                 |                      | Medalha de prata |                     | Medalha de prata  |
| 2010 | Jogos da Commonwealth                     | Medalha de ouro | Medalha de ouro |                      | Medalha de ouro  | Medalha de ouro     | Medalha de prata  |
| 2010 | Campeonato Mundial de Ginástica Artística | 6º              | 6º              |                      | 4º               |                     | Medalha de ouro   |
| 2010 | Copa do Mundo - Stuttgart                 |                 |                 |                      | Medalha de ouro  | Medalha de ouro     | Medalha de ouro   |
| 2010 | Copa do Mundo - Glasgow                   |                 |                 |                      | Medalha de ouro  | Medalha de bronze   | Medalha de ouro   |